# Serenade opus 37
Serenade opus 37 is een compositie van Agathe Backer-Grøndahl voor piano solo. Het werk is geschreven in Fis majeur en 4/4-maatsoort en moet uitgevoerd worden in het langzame, doch gaande andantino con moto. Het was na de Serenade opus 21 de tweede serenade die van deze Noorse componiste als los werk verscheen. De serenade verscheen in herdruk op 4 oktober 1901 bij Wilhelm Hansen Musikforlag (nr. 11874) te Kopenhagen, die waarschijnlijk ook het origineel had uitgebracht.
Het is onbekend of de componiste deze Serenade ooit zelf heeft uitgevoerd.